# Horváth György (tanár)
Horváth György (Keszthely, 1858. január 27. – Nagykanizsa, 1919. október 21.) piarista szerzetes, áldozópap, tanár.

## Élete
Tanulmányait szülőhelyén, Nagykanizsán és Kecskeméten végezte; 1875. szeptember 8-án lépett a rendbe és a teologiára Nyitrára ment, azután a budapesti egyetemre, ahol tanári oklevelet nyert a görög és latin nyelv és irodalomból. 1881. július 16-án áldozópappá szentelték föl. Tanárkodott Szegeden, Budapesten és 1887-től Kecskeméten működött a rend gimnáziumában mint a görög és latin nyelv tanára.

## Munkái
- Lukis Laras, történeti elbeszélés Bikelas Dömötör után uj-görögből ford. Bpest, 1892 (Olcsó Könyvtár 307. sz.)
- Az uj-görög nyelv. Bpest, 1894 (különnyomat a kecskeméti kegyesrendi főgymnasium Értesítőjéből, ism. Télfy Iván az Értek. nyelv- és széptud. kör. XVI. 6. sz.)